# McLaren MCL38
El McLaren MCL38 fue un monoplaza de Fórmula 1 construido por McLaren bajo la dirección de David Sánchez, Peter Prodromou y Rob Marshall para competir en el Campeonato Mundial de Fórmula 1 de 2024. El monoplaza fue conducido por Lando Norris y Oscar Piastri. Con este vehículo, el equipo  McLaren ganó ese mismo año el mundial de Fórmula 1 de constructores.

## Resultados

### Fórmula 1
(Clave) (negrita indica pole position) (cursiva indica vuelta rápida)

| Año  | Motor                        | Neu. | N.º | Pilotos       | 1   | 2   | 3   | 4   | 5   | 6   | 7   | 8   | 9   | 10  | 11   | 12  | 13  | 14  | 15  | 16  | 17  | 18  | 19  | 20  | 21  | 22  | 23  | 24  | Puntos | Pos. |
| ---- | ---------------------------- | ---- | --- | ------------- | --- | --- | --- | --- | --- | --- | --- | --- | --- | --- | ---- | --- | --- | --- | --- | --- | --- | --- | --- | --- | --- | --- | --- | --- | ------ | ---- |
| 2024 | Mercedes-AMG F1 M15 V6 Turbo | P    |     |               | BHR | ARA | AUS | JPN | CHN | MIA | EMI | MON | CAN | ESP | AUT  | GBR | HUN | BEL | NED | ITA | AZE | SIN | USA | MEX | SÃO | LVG | QAT | ABU | 666    | 1.º  |
| 2024 | Mercedes-AMG F1 M15 V6 Turbo | P    | 4   | Lando Norris  | 6   | 8   | 3   | 5   | 26  | 1   | 2   | 4   | 2   | 2   | 20†3 | 3   | 2   | 5   | 1   | 3   | 4   | 1   | 43  | 2   | 61  | 6   | 102 | 1   | 666    | 1.º  |
| 2024 | Mercedes-AMG F1 M15 V6 Turbo | P    | 81  | Oscar Piastri | 8   | 4   | 4   | 8   | 87  | 136 | 4   | 2   | 5   | 7   | 2    | 4   | 1   | 2   | 4   | 2   | 1   | 3   | 5   | 8   | 82  | 7   | 31  | 10  | 666    | 1.º  |